# Hat, Luțk
Hat (în ucraineană Гать) este un sat în comuna Voiutîn din raionul Luțk, regiunea Volînia, Ucraina.

## Demografie
Componența lingvistică a localității Hat
     Ucraineană (100%)
Conform recensământului din 2001, toată populația localității Hat era vorbitoare de ucraineană (100%).